# Onchestus gorgus
Onchestus gorgus är en insektsart som först beskrevs av John Obadiah Westwood 1859.  Onchestus gorgus ingår i släktet Onchestus och familjen Phasmatidae. Inga underarter finns listade i Catalogue of Life.